# Brumado
Brumado est une municipalité brésilienne de l'État de Bahia et la Microrégion de Brumado.

## Personnalités liées à la commune
- Júnior Brumado (1999-), footballeur né à Brumado.
- Vanderlan (2002-), footballeur né à Brumado.